# 小笠原弘幸
小笠原 弘幸（おがさわら ひろゆき、1974年 - ）は、日本の歴史学者。専門は、オスマン帝国史およびトルコ共和国史。九州大学大学院人文科学研究院准教授。第14回樫山純三賞受賞。

## 人物・来歴
北海道北見市生まれ。青山学院大学文学部史学科卒業後、2005年東京大学大学院人文社会系研究科博士課程単位取得退学。2006年日本学術振興会特別研究員（東洋文庫林佳世子研究員）。2008年、論文「古典期オスマン朝歴史叙述における起源論と系譜意識」にて東京大学より博士（文学）の学位を取得。
2009年、論文「オスマン王家の始祖としてのヤペテとエサウ：古典期オスマン朝における系譜意識の一側面 」（『オリエント』51巻1号掲載）にて、第31回日本オリエント学会奨励賞受賞。
政治経済研究所（公益財団法人）研究員、青山学院大学文学部史学科非常勤講師、青山学院大学総合研究所員などを経て、2013年九州大学大学院人文科学研究院歴史学部門イスラム文明史学講座准教授。2018年日本イスラム協会理事。2019年『オスマン帝国』が第14回樫山純三賞（一般書部門）を受賞。

## 著書

### 単著
- 『イスラーム世界における王朝起源論の生成と変容：古典期オスマン帝国の系譜伝承をめぐって』刀水書房、2014年。ISBN　978-4-88708-417-9
- 『オスマン帝国：繁栄と衰亡の600年史』中公新書、2018年。ISBN　978-4-12-102518-0
- 『オスマン帝国英傑列伝：600年の歴史を支えたスルタン、芸術家、そして女性たち』幻冬舎新書、2020年。ISBN　978-4-344-98598-8
- 『ハレム：女官と宦官たちの世界』新潮社〈新潮選書〉、2022年。ISBN　978-4-10-603877-8
- 『ケマル・アタテュルク：オスマン帝国の英雄、トルコ建国の父』中公新書、2023年。ISBN　978-4-12102774-0
- 『オスマン帝国の肖像：絵画で読む六〇〇年史』角川新書、2025年。ISBN 978-4040825205

### 編著
- 『トルコ共和国国民の創成とその変容：アタテュルクとエルドアンのはざまで』九州大学出版会、2019年。ISBN　978-4-7985-0257-1
- 『論点・東洋史学：アジア・アフリカへの問い158』（吉澤誠一郎監修、石川博樹ほか共編）ミネルヴァ書房、2022年。ISBN　978-4-623-09217-8

## 論文
- CiNii 小笠原弘幸